# Partia Patriotów Kazachstanu
Partia Patriotów Kazachstanu (kaz. Қазақстан Патриоттары Партиясы; ros. Партия Патриотов Казахстана) – rozwiązana kazachska centroprawicowa partia polityczna.
Partia została założona 4 sierpnia 2000 roku, jej liderem został Gani Kasymow. W wyborach parlamentarnych 19 września 2004 roku zdobyła dziewiąte miejsce z 0,6% głosów i nie przekroczyła klauzuli zaporowej aby wejść do parlamentu. W wyborach 18 sierpnia 2007 roku uzyskała 0,8% głosów i ponownie nie weszła do parlamentu. Gani Kasymow zdobył drugie miejsce w wyborach prezydenckich 3 kwietnia 2011 roku uzyskując 159 036 głosów, co dawało 1,94% oddanych kart do głosowania. W wyborach, które odbyły się 15 stycznia 2012 roku zdobyła 0,83% głosów i po raz kolejny nie uzyskała mandatów w Mażylisie. 5 września 2015 roku partia została wcielona w struktury Ludowo-Demokratycznej Partii Patriotycznej Auył.